# Владас Абрамавічюс
Вла́дас Абрама́вічюс  (лит. Vladas Abramavičius; 9 травня 1909, село Новий Двір, нині Науядваріс, Литва — 16 листопада 1965, Вільнюс) — литовський історик культури, бібліограф, поет.

## Біографічні відомості
1951 року закінчив Вільнюський університет.
Польською мовою видав у Вільнюсі збірки віршів:
- «Зоря думки» («Świtanie myśli», 1930),
- «Регіональне» («Regionalne poezje», 1933).

## Абрамавічюс і Україна
Автор книжки литовською мовою «Тарас Шевченко і Вільнюс» (Вільнюс, 1964), в якій на основі архівних і мемуарних матеріалів висвітлив життя Тараса Шевченка у Вільнюсі.
1961 року на ювілейній десятій науковій шевченківській конференції в Києві Абрамавічюс виступив із доповіддю «Шевченко у Вільнюсі» (опубліковано 1962 року українською мовою в збірнику праць конференції).